# Paul Lawless (Politiker)

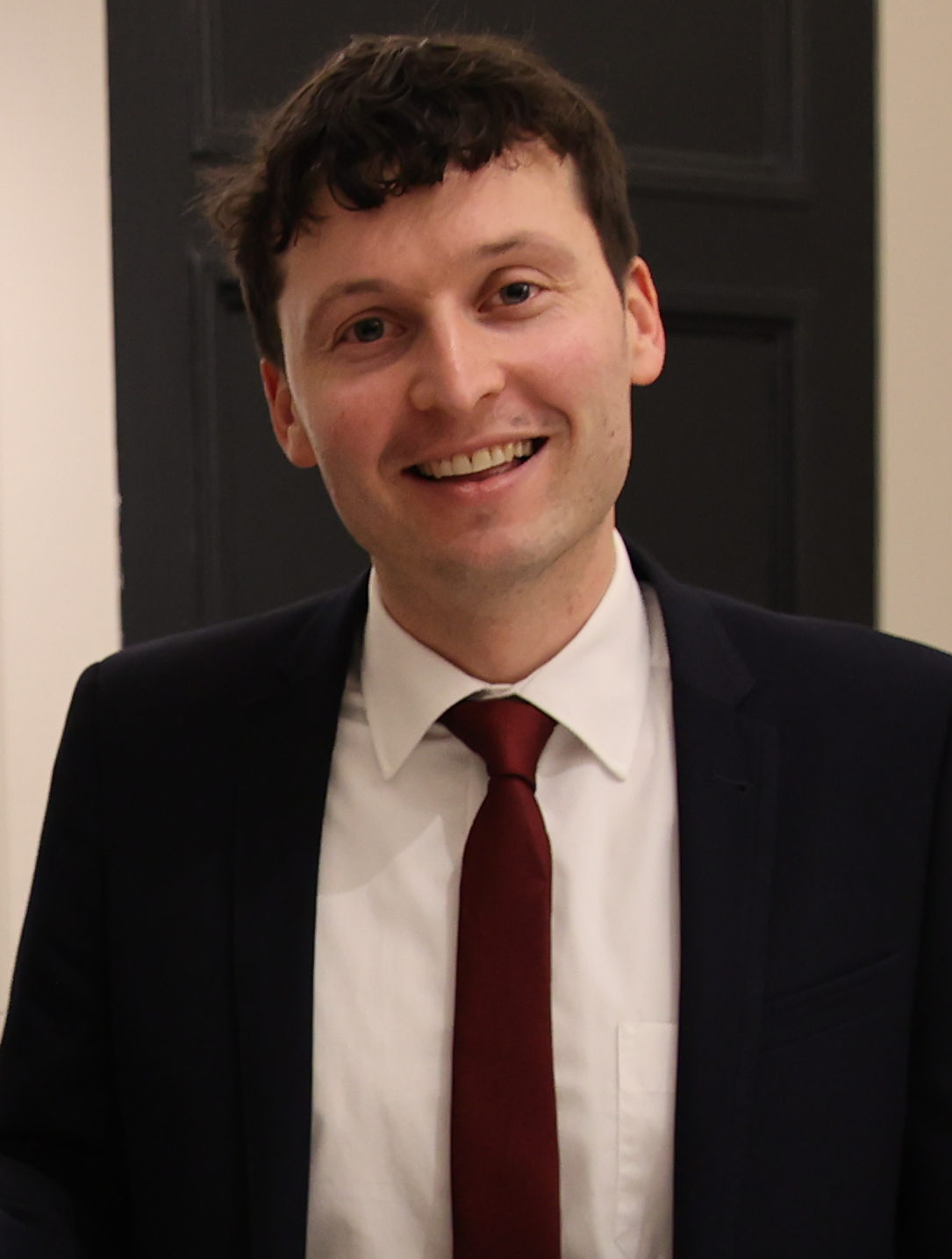
Paul Lawless (2024)

Paul Lawless (* 1996 oder 1997) ist ein irischer Politiker der Partei Aontú und seit 2024 Teachta Dála (Abgeordneter) im Dáil Éireann.

## Leben
Lawless spielte als Jugendlicher erfolgreich Fußball und stand unter Vertrag beim englischen Club Derby County F.C. Er studierte am University College Cork Sporterziehung, Mathematik und Geschichte. Einen Master of Business Administration erwarb er an der Clayton State University in Georgia (USA). 2024 war er Lehrer für Sport und Mathematik in Ballyhaunis, County Mayo.
Bei den Wahlen zum Dáil Éireann 2020 versuchte er im Wahlkreis Mayo einen Sitz für die Aontú zu erringen, war jedoch nicht erfolgreich. Auch die Kandidatur für den Seanad Éireann blieb im gleichen Jahr erfolglos. 
Lawless wurde aber im Sommer 2024 in den Mayo County Council gewählt. Erfolgreich war er denn auch bei den Wahlen zum Dáil Éireann 2024 und zog in den Dáil Éireann ein.